# A No-Rough-Stuff-Type Deal
«A No-Rough-Stuff-Type Deal» es el séptimo y último episodio de la primera temporada de la serie de televisión estadounidense de drama Breaking Bad. Escrito por Peter Gould y dirigido por Tim Hunter, se emitió en AMC en los Estados Unidos y Canadá el 9 de marzo de 2008.

## Trama
En una reunión de la asociación de padres de la escuela secundaria, Walt acaricia a Skyler debajo de la mesa de la sala de conferencias, excitándola gradualmente. En el estacionamiento, los dos tienen sexo en la parte de atrás del auto de Walt. Walt comienza a darse cuenta del peligro de su situación. Jesse, que ahora vive en la caravana, pone su casa a la venta porque está demasiado traumatizado por la muerte de Krazy-8 y Emilio para seguir viviendo allí. Walt le cuenta sobre el trato con Tuco, pero Jesse dice que es imposible producir dos libras de metanfetamina por semana. Sus «pitufos», personas que le suministran la pseudoefedrina necesaria para cocinar la metanfetamina, solo pueden suministrar una cantidad considerable por semana.
Walt y Jesse se encuentran con Tuco y sus hombres en un depósito de chatarra, donde le entregan aproximadamente media libra de metanfetamina. Tuco está furioso porque no se cumplió el acuerdo de Walt y solo le paga 17,000 dólares. Le da a Walt otra oportunidad la próxima semana, pero Walt dice que todavía quiere los 70,000 dólares que Tuco prometió por adelantado, a pesar de no tener los productos. Tuco acepta 52,500 dólares, lo que suma 65,625 dólares, pero amenaza con graves consecuencias si no se cumple la cuota de la próxima semana. Para compensarlo, Walt promete tener cuatro libras de metanfetamina en la próxima reunión.
En el baby shower de Skyler, Marie le regala una costosa tiara de bebé cubierta de oro blanco. Esto parece irritar a Hank. En el patio, Walt y Hank tienen una conversación filosófica sobre la línea divisoria entre el comportamiento legal e ilegal. Esa noche, Walt le dice a Skyler que planea pasar un fin de semana en una clínica médica holística después de que ella expresó su deseo de una terapia alternativa. En realidad, Walt estará cocinando metanfetamina con Jesse. Skyler va a devolver la tiara y es detenida en la tienda; resulta que Marie la robó, pero Skyler coincide con su descripción. Ella finge ponerse de parto, persuadiéndolos para que la dejen ir. Skyler luego se enfrenta a Marie por el robo, pero Marie lo niega con calma.
Walt tiene un plan para fabricar la metanfetamina utilizando diferentes precursores, y le da a Jesse una lista de productos químicos y suministros para adquirir con el efectivo que Tuco le dio. Jesse obtiene casi todo lo que Walt solicitó, excepto la metilamina, que se mantiene estrictamente controlada. Jesse sabe de un almacén de productos químicos donde hay hombres dispuestos a robar y vender la metilamina por 10,000 dólares. Walt decide que ellos mismos robarán la metilamina usando el polvo de aluminio de varios Telesketch para hacer termita. Por la noche, Walt y Jesse entran ilegalmente en el almacén, someten a un guardia de seguridad al encerrarlo en un inodoro portátil y colocan la termita en una puerta cerrada, que se come el metal cuando está encendido. Los dos roban un tambor entero de metilamina y escapan.
Al día siguiente, Walt y Jesse intentan encender la caravana cuando problemas mecánicos impiden que se vaya a ninguna parte. Enfrentados a una fecha límite, se prepararon para cocinar en el sótano de Jesse, sin saber que su agente de bienes raíces había planeado una visita de puertas abiertas para esa misma tarde. Jesse protege la puerta del sótano mientras Walt sintetiza los productos químicos, y una vez que un hombre pide ver el sótano, Jesse exige que todos se vayan. Cuando Walt regresa a casa, se entera del robo de Marie. En la próxima reunión con Tuco, Walt entrega 4.6 libras de metanfetamina. A pesar de su tono azul, sigue siendo de la misma calidad y Tuco entrega 91,000 dólares. Cuando uno de los hombres de Tuco hace un comentario desprevenido a Walt, Tuco se enfurece y golpea al hombre con los puños hasta que queda inconsciente. Cuando Tuco se aleja, Walt y Jesse se miran sorprendidos.

## Producción
El episodio fue escrito por Peter Gould y dirigido por Tim Hunter; se emitió por AMC en los Estados Unidos y Canadá el 9 de marzo de 2008.

## Recepción de la crítica
Seth Amitin de IGN le dio al episodio una calificación de 9.1 sobre 10.

## Significado del título
El título del episodio es una referencia a la película de 1996 Fargo, en la que Jerry Lundegaard usó la frase mientras hablaba sobre el secuestro de su esposa.